# Scotorythra nesiotes
Scotorythra nesiotes là một loài bướm đêm trong họ Geometridae.